# José Pidal Rebollo
José Pidal Rebollo (San Fernando, 6 de juny de 1849 -Madrid, 4 de maig de 1920) va ser un militar, mariner i polític

## Ingrés en l'armada
Va ingressar en el Col·legi Naval Militar, en 1862, al desembre de 1863, finalitza la seva estada en el col·legi naval com guàrdiamarina de segona classe, i embarca en diversos vaixells, per acabar els seus estudis.
En 1866, és ascendit a guardiamarina de primera classe. En 1868 va participar en la batalla d'Alcolea, en el qual va demostrar el seu heroisme i per això se li va atorgar l'ocupació de Capità de l'Exèrcit.

## Servei en el Pacífic
En 1869, se'l va ascendir al grau d'alferes de navili, va passar a les Filipines, i en l'acció de Joló, pel seu mèrits en combat, se li va ascendir a l'ocupació de Comandant de l'Exèrcit.
En 1875, se li va ascendir a l'ocupació de tinent de navili de segona classe, amb el qual va romandre en aquell arxipèlag, manant successivament, els canoners Pampanga, Balanguigui i Paragua, i va estar en aquests mars per espai d'una mica més de deu anys.
Va passar destinat a l'estació naval de Bongao, on hi va romandre com a comandant, dels vapors de rodes Gaditano, Kliper i Nautilus, així com el canoner-torpeder Nueva España.
En 1887, se li va ascendir a l'ocupació de tinent de navili de primera classe, i va ser destinat a les illes Carolines Orientals, com a cap de la divisió naval formada pel creuer Velasco i el canoner Quirós, més el creuer auxiliar Alfonso XIII.

## De tornada a la península
En de 1894 fou ascendit a capità de fragata, passant a manar la Fragata blindada Numancia. Va romandre un temps al comandament del vaixell i després va ser destinat a serveis en terra, com el de Comandant de Marina d'Almeria i Eivissa.
En 1905, va ascendir a l'ocupació de capità de navili, amb el qual va tornar a prendre el comandament de la Numància, transformada en 1896 en cuirassat guardacostes, en desembarcar d'aquest comandament se li va destinar, com a Comandant de Marina de Palma i com a Cap de l'Escola d'Aplicació.
En 1910 fou ascendit a capità de navili de primera classe, i fou destinat a arsenals i dependències de l'armada, entre d'altres, de secretari de la comandància general de l'Arsenal de la Carraca.

## Senador, ministre i cap de l'estat major
En 1911, va ser nomenat Senador vitalici, en representació de la Corona. En 1912, va ascendir a vicealmirall i se li va atorgar el comandament de l'esquadra d'Instrucció, enarborant la seva insígnia indistintament, en els creuers Carlos V i Cataluña. En deixar aquest comandament, fou nomenat Segon Cap d'Estat major Central, i posteriorment, Cap de l'Arsenal de la Carraca.
Amb aquesta ocupació, va ser designat per exercir la cartera del Ministeri de Marina en el govern de José Canalejas y Méndez, en el qual va romandre poc temps, per la qual cosa es va reincorporar al seu càrrec de comandant general a l'Arsenal de Cadis.
Va ser cridat de nou a Madrid i nomenat Cap de la Jurisdicció de Marina en la Cort i al mateix temps, Conseller d'Estat. El 12 de desembre de 1914, va ser ascendit a almirall i el 16 de gener de 1915, va rebre nomenament de Cap de l'Estat Major Central.
Va romandre en aquest càrrec fins al seu ascens a Capità General de la Reial Armada en 1918, moment en el qual fugaçment, va tornar a ocupar la cartera de marina en el tercer govern d'Antoni Maura i Montaner. Va morir a Madrid, el 4 de maig de 1920, en l'exercici del seu comandament.

## Condecoracions
Estava en possessió entre altres de les següents condecoracions:
- 2 Creus de primera Classe al Mèrit Naval amb distintiu Rojo, pel seu demostrat valor en les accions de guerra de Joló, dels anys de 1882 i 1883
- Creu de Sant Hermenegild, així com la Placa i la Gran Creu
- Gran Placa d'Honor i Mèrit de la Creu Roja
- Gran Oficial de la Legió d'Honor;
- Gran Creu del Mèrit Militar amb distintiu Blanc, atorgada per l'ocupació de Larraix i Alcázar.